# King Bee (danceact)
King Bee was een Nederlandse dance-act die eind jaren tachtig en begin jaren negentig van de 20e eeuw internationaal bekend was met hun dance-nummers met sterke invloed vanuit de hiphop. King Bee bestond uit DJ Allstar Fresh (Guan Elmzoon) en producer B.C. Boy (Reginald Boy Eysbroek). Rapper was MC Pryme (Armand Corneille).
King Bee werd in 1989 opgericht in Amsterdam. De groep scoorde in Nederland in de zomer en het najaar van 1990 twee top-20 hits in zowel de Nederlandse Top 40 als de Nationale Top 100. In datzelfde jaar mocht King Bee optreden in het voorprogramma van Madonna. Begin 1991 stapte Mc Pryme over naar de Sonic Surfers.

## Singles
| Single met eventuele hitnotering(en) in de Nederlandse Top 40 | Datum van verschijnen | Datum van binnenkomst | Hoogste positie | Aantal weken | Opmerkingen                    |
| ------------------------------------------------------------- | --------------------- | --------------------- | --------------- | ------------ | ------------------------------ |
| Back by Dope Demand                                           | 1990                  | 16-06-1990            | 4               | 11           | Nr. 6 in de Nationale Top 100  |
| Must Bee the Music                                            | 1990                  | 6-10-1990             | 9               | 8            | Nr. 12 in de Nationale Top 100 |
| Cold Slammin'                                                 | 1991                  | 15-06-1991            | 30              | 3            | Nr. 28 in de Nationale Top 100 |